# Palánkai Tibor
| Palánkai Tibor                            | Palánkai Tibor                            |
| Kattints az alábbi külső linkek egyikére! | Kattints az alábbi külső linkek egyikére! |
| ----------------------------------------- | ----------------------------------------- |
| Nem található szabad kép.(?)              |                                           |
| külső link · jogvédett                    | Palánkai Tibor. Érdekes lehet. Emberek.   |

Palánkai Tibor (Jakabszállás, 1938. március 1. –) Széchenyi-díjas magyar közgazdász, egyetemi tanár, a Magyar Tudományos Akadémia rendes tagja. Az európai integráció gazdaságtana és a nemzetközi munkamegosztás témaköreinek neves kutatója. 1977 és 1983 között a Marx Károly Közgazdaságtudományi Egyetem tudományos rektorhelyettese, 1997 és 2000 között a jogutód, a Budapesti Közgazdasági (és Államigazgatási) Egyetem rektora.

## Életpályája
1956-ban érettségizett, majd felvették a Marx Károly Közgazdaságtudományi Egyetem (MKKE) általános szakára, ahol az elméleti specializáción 1960-ban tette le az államvizsgát, majd szerzett közgazdász diplomát. 1961-ben védte meg egyetemi doktori disszertációját.
Diplomájának megszerzése után az MKKE nemzetközi gazdasági és politikai kérdések tanszékén kapott állást. Itt végigjárta az oktatói ranglétrát és 1982-ben egyetemi tanári kinevezést kapott az addigra már világgazdasági tanszékre. Előtte még docensként az egyetem tudományos rektorhelyettesi tisztségét töltötte hat évig (1977–1983). 1983-ban a világgazdasági tanszék vezetőjévé nevezték ki, amely pozíciójában többször megerősítették. A tanszéket 1995-ig vezette. 1997-ben az addigra már Budapesti Közgazdaságtudományi Egyetemre átnevezett intézmény rektorává választották, amely tisztséget 2000 februárjáig viselt (2000-ben az egyetem felvette a Budapesti Közgazdaságtudományi és Államigazgatási Egyetem nevet). Ekkor az Európai Tanulmányi és Oktatási Központ igazgatójává nevezték ki. 2008-ban emeritálták.
Oktatói pályafutása alatt számos külföldi intézményben dolgozott: 1966–1967-ben Ford-ösztöndíjjal kutatott az USA-ban, ezenkívül 1971-ben az angliai Sussexi Egyetem vendégkutatója, 1987-ben a Páviai Egyetem, 1992 és 2004 között a brugge-i College of Europe vendégprofesszora volt. 1989 és 1990 között a New York-i Kelet–Nyugati Biztonsági Kutatóintézetnél dolgozott.
Több tudományos társaság vezetésében vett részt: 1997 és 2000 között a Magyar Akkreditációs Bizottság tagja volt. Emellett az Európai Tanulmányok Magyar Bizottságának alelnökévé választották. 2000-ben az Európai Tanulmányi Központok Akadémiai Tanácsa elnöke lett.
1973-ban védte meg a közgazdaság-tudományok kandidátusi, 1986-ban akadémiai doktori értekezését. Az MTA Közgazdaság-tudományi Bizottságának és a Nemzetközi Gazdasági és Fejlődéstani Bizottság munkájában kezdett részt venni, utóbbinak elnöke is lett. 1995-ben a Magyar Tudományos Akadémia levelező, 2004-ben rendes tagjává választották.

### Közéleti pályafutása
Tudományos munkássága mellett aktív szerepet vállalt az üzleti és a közéletben is. 1991 és 1992 között az Országos Kőolaj- és Gázipari Tröszt (ma a MOL Nyrt. része) felügyelő-bizottságának, 1994 és 1995 között az Állami Vagyonkezelő Rt. igazgatótanácsának tagja volt. 1996 és 1999 között a MOL Rt. igazgatóságában is dolgozott. 2002-2007 között a Magyar Fejlesztési Bank Zrt. igazgatóságának alelnöke.
1996 és 1998 között az Integrációs Stratégiai Munkacsoport gazdaságpolitikai koordinációs témacsoportjának vezetője, valamint 2002 és 2004 között az Európai Unióhoz történő csatlakozást elősegítő EU Kommunikációs Közalapítvány elnöke volt.
2003. március 3-án a Mindentudás Egyeteme előadója volt. Előadásának címe: Európai integráció  volt.

## Munkássága
Kutatási területe az európai integráció folyamata és gazdaságtana, az integráció elmélete, a fejlett országok alkalmazkodása és a nemzetközi munkamegosztás világgazdasági vizsgálata.
Kutatásainak egy súlypontja a világ energiagazdaságának, illetve a gazdasági hadviselés kérdéseinek vizsgálata. Emellett az integrációelmélet gazdasági ágának továbbfejlesztésével. E témakörön belül a monetáris integráció összefüggéseire összpontosított különös tekintettel. Magyarország európai uniós csatlakozása előtt az integráció új jelenségeivel foglalkozott és eredményei alapján javaslatokat dolgozott ki az ország társulásával és teljes jogú tagságának elősegítése terén.
Több mint kétszázötven tudományos publikáció szerzője vagy társszerzője.

## Családja
Felesége Kratochwill Krisztina jogász, az Alkotmánybíróság főtanácsadója. Egy leánygyermek (Mária) és egy fiúgyermek (Gábor) édesapja.

## Díjai, elismerései
- Akadémiai Díj (1994)
- a Magyar Köztársasági Érdemrend középkeresztje (1998)
- Deák Ferenc kutatási díj (1999, Pro Renovanda Cultura Hungariae)
- Kautz Gyula-díj (2008)
- Széchenyi-díj (2009)
- Jean Monnet-díj (2010)

## Főbb publikációi
- Világgazdaságtan. Nemzetközi gazdasági integráció Nyugat-Európában; Tankönyvkiadó, Bp., 1967
- Nagy-Britannia és a Nemzetközösség (1971)
- Nyugat-európai integráció (1976)
- Gazdasági hadviselés a kölcsönös függés korszakában (1985)
- Szemelvények a világgazdaságról; vál. Palánkai Tibor, Zádor Márta; Kossuth, Bp., 1985
- A fejlett tőkés országok világgazdasági alkalmazkodása (1986)
- Kahulits László–Palánkai Tibor–Balogh András: A modern társadalmak gazdaságának közös vonásai. Magyar Szocialista Munkáspárt Marxista-leninista Esti Egyetem szakosított tagozat. Politikai gazdaságtan I. évfolyam I. kötet 1988/1989; Kossuth, Bp., 1988
- Kahulits László–Palánkai Tibor–Balogh András: A mai kapitalizmus gazdasági, gazdálkodási rendszere. Tankönyv. Magyar Szocialista Munkáspárt Marxista-leninista Esti egyetem szakosított tagozat. Politikai gazdaságtan I. évfolyam 2. köt., 1988/1989; Kossuth, Bp., 1988
- Integrációs rendszerek a világgazdaságban (1989)
- Kahulits László–Palánkai Tibor–Balogh András: A szocializmusba való átmenet gazdasági, gazdálkodási rendszere. Politikai gazdaságtan szakosított tagozat, II. évfolyam; Kossuth, Bp., 1989
- Energia és világgazdaság (1991)
- The European Community and Central European integration. The Hungarian case; Institute for East-West Security Studies–Westview, New York–Prague–Boulder, 1991 (Occasional paper series Institute for East-West Security Studies)
- Európa 1992; Budapesti Közgazdaságtudományi Egyetem Világgazdaságtan Tanszék, Bp., 1992
- Az Európai Közösség és Magyarország az 1990-es évek közepén; szerk. Izikné Hedri Gabriella, Palánkai Tibor; Aula–Budapesti Közgazdaságtudományi Egyetem, Bp., 1993
- Az európai integráció gazdaságtana; Aula, Bp., 1995
- Európa zsebkönyv. Az Európai Unió és Magyarország; szerk. Hargita Árpádné, Izikné Hedri Gabriella, Palánkai Tibor; Euration Európai Együttműködési Alapítvány–Hanns Seidel Alapítvány, Bp., 1995
- A magyar gazdaság modernizációja és európai integrációja; szerk. Palánkai Tibor; BKTE, Bp., 1996 (Kutatási beszámolók Budapesti Közgazdaságtudományi Egyetem Közszolgálati Tanulmányi Központ)
- Európa ma és holnap. Hogyan készül fel Magyarország az Európai Unióhoz való csatlakozásra?; szerk. Izikné Hedri Gabriella, Palánkai Tibor; Hanns Seidel Alapítvány–Euration, Bp., 1996
- Integration and transformation of Central and Eastern Europe; Corvina, Bp., 1997
- Integration and Transformation of Central and Eastern Europe (1997)
- Európa kislexikon. Az Európai Unió és Magyarország; szerk. Hargita Árpádné, Izikné Hedri Gabriella, Palánkai Tibor; Hanns Seidel Alapítvány–Euration–BKE Vezetőképző Intézet, Bp., 1999
- Palánkai Tibor–Székely Csaba–Tóth Mihály: Csatlakozásra készülünk. Tanulmány az Európa-tanulmányok Központjainak első három évéről; Tempus Közalapítvány, Bp., 2001
- Európa ma és holnap. Hogyan készül fel Magyarország az Európai Unióhoz való csatlakozásra?; szerk. Izikné Hedri Gabriella, Palánkai Tibor; Balassi, Bp., 2002
- The enlargement of the European Union toward Central Europe and the role of the Japanese economy; szerk. Hoós János, Kumiko Haba, Palánkai Tibor; Aula, Bp., 2002
- A gazdasági integráció fejlődési szakaszai, az EU-országok makrogazdasági helyzetének alakulása; BDF Európa-tanulmányok Központja, Szombathely, 2002 (Európai integrációs felkészítési modulok)
- Economics of European integration; szerk. Palánkai Tibor; Akadémiai, Bp., 2003
- Economics of enlarging European Union; Akadémiai, Bp., 2004 (Transition, competitiveness and economic growth)
- Adjusting to enlargement. Materials of research program; szerk. Palánkai Tibor; HECSA, Bp., 2005
- "Európa kapujában. Perspektívák és elvárások. Nemzetközi konferencia a Magyar Parlamentben, Budapest, 2004. április 16-17.; szerk. Palánkai Tibor; Társadalomtudományok és Európa-tanulmányok Intézete Alapítvány, Bp., 2006
- A globalizáció természetéről és hatásairól. Néhány gondolat egy folyamatról, amiről nem tudjuk pontosan, micsoda, s leginkább csak átkos voltát érzékeljük; Társadalomtudományok és Európa-tanulmányok Intézete, Szombathely– Kőszeg, 2008 (ISES füzetek)
- Három éve az ötven éves EU-ban. Konferenciakötet; szerk. Palánkai Tibor, Benczes István, Szent-Iványi Balázs; BCE Budapesti Corvinus Egyetem Nemzetközi Kapcsolatok Multidiszciplináris Doktori Iskola, Bp., 2008
- Kataklizmák csapdája; szerk. többekkel, interjúk Jámbor Gyula; TSR Model Kft., Bp., 2008
- Tanulmányok az európai integráció témaköréből; szerk. Palánkai Tibor; Savaria University Press, Szombathely, 2009-
- A globális és regionális integráció gazdaságtana; többekkel; Akadémiai, Bp., 2011 (Nemzetközi gazdaság szakkönyvtár) (angolul is)
- Európai egység - integrációelmélet : az új integráció gazdaságtanának szükségessége. Székfoglaló előadások a Magyar Tudományos Akadémián, 2014.